# نيل باكلي
نيل باكلي (بالإنجليزية: Neil Buckley)‏ هو لاعب كرة قدم ومدرب كرة قدم بريطاني في مركز الدفاع، ولد في 25 سبتمبر 1968 في كينغستون أبون هال في المملكة المتحدة. لعب مع نادي بيرنلي وهال سيتي.